# Герб Новопавловска
Герб Новопавловска — один из символов упразднённого муниципального образования городское поселение город Новопавловск Кировского района Ставропольского края России. Утверждён в 2003 году; внесён в Государственный геральдический регистр РФ под № 2534.

## Описание и история
В серебряном поле лазуревая волнистая перевязь, сопровождаемая вверху двумя положенными накрест казачьими шашками с чёрными клинками и червлёными рукоятками (клинками вверх); и снизу — червлёной мурованной крепостной башней о трёх зубцах с открытыми воротами и двумя бойницами
Автор — И.Л. Проститов.
Известен неофициальный герб города, использовавшийся до принятия современного герба. Современный герб утверждён решением Совета депутатов города Новопавловска № 142 от 29 декабря 2003 года.